# Jaroslav Kučera
Jaroslav Kučera (Praga, 28 gennaio 1905 – 12 maggio 1984) è stato un calciatore cecoslovacco, di ruolo difensore.